# サンステーションテラス岡山
サンステーションテラス岡山（サンステーションテラスおかやま、英語表記：Sun Station Terrace Okayama）は、岡山県岡山市北区のJR西日本岡山駅構内にある商業施設（駅ナカ）である。通称「さんすて岡山」。JR西日本グループの山陽SC開発株式会社が運営する。

## 概要
JR岡山駅新幹線高架下の1・2階コンコースと橋上駅舎の南半分および岡山駅西口ビルの2～5階に作られた、一般に「駅ナカ」と呼ばれる専門店街である。
東西連絡通路を挟み「さんすて岡山北館」と「さんすて岡山南館」に分かれ、南館に隣接した岡山駅西口ビルの2～5階に「さんすて岡山西館」がある。店舗は全て改札外にあるが、北館の2階に「さんすて改札口」が設けられ、駅施設に直結している。テナントとして土産物店、飲食店、書店、衣料品店、雑貨店、スーパーマーケット等が入居している。JR西日本の子会社である山陽SC開発株式会社が管理・運営している。
開業当初は、大型書店と雑貨店がある北館を「ライフスタイルテラス」に、デパ地下に似た南館は「スタイリッシュテラス」と「フードテラス」に色分けがされていた。北館の有名セレクトショップを加えた内装は、百貨店の売り場を模した造りになっている。なお、北館に隣接する1階中央部の飲食店街はジェイアールサービスネット岡山が管理・運営する「サンフェスタ岡山」として区分されている。
1972年の山陽新幹線開業以来、岡山駅構内の長いコンコースは旅行客や通勤客を対象とした土産物屋、飲食店、売店などが通路沿いに並び、部分的な改装しか行われず陳腐化が著しかったが、2005年から始められた駅の構内改良・橋上化工事にあわせ飲食店街「ピーチプラザ」を含め全面改装され、2006年10月15日に南館が、2007年8月23日に北館がオープンした。また、改装前から構内にあったテナントも場所を移し多くが営業を続けている。
2012年10月3日には、岡山駅西口に建設された地上14階建ての岡山駅西口ビルの2階～5階に西館が開業した。岡山県内（一部は中国・四国地方全体）では初出店となる14店を含む、全22店舗が出店した。

## 主なテナント

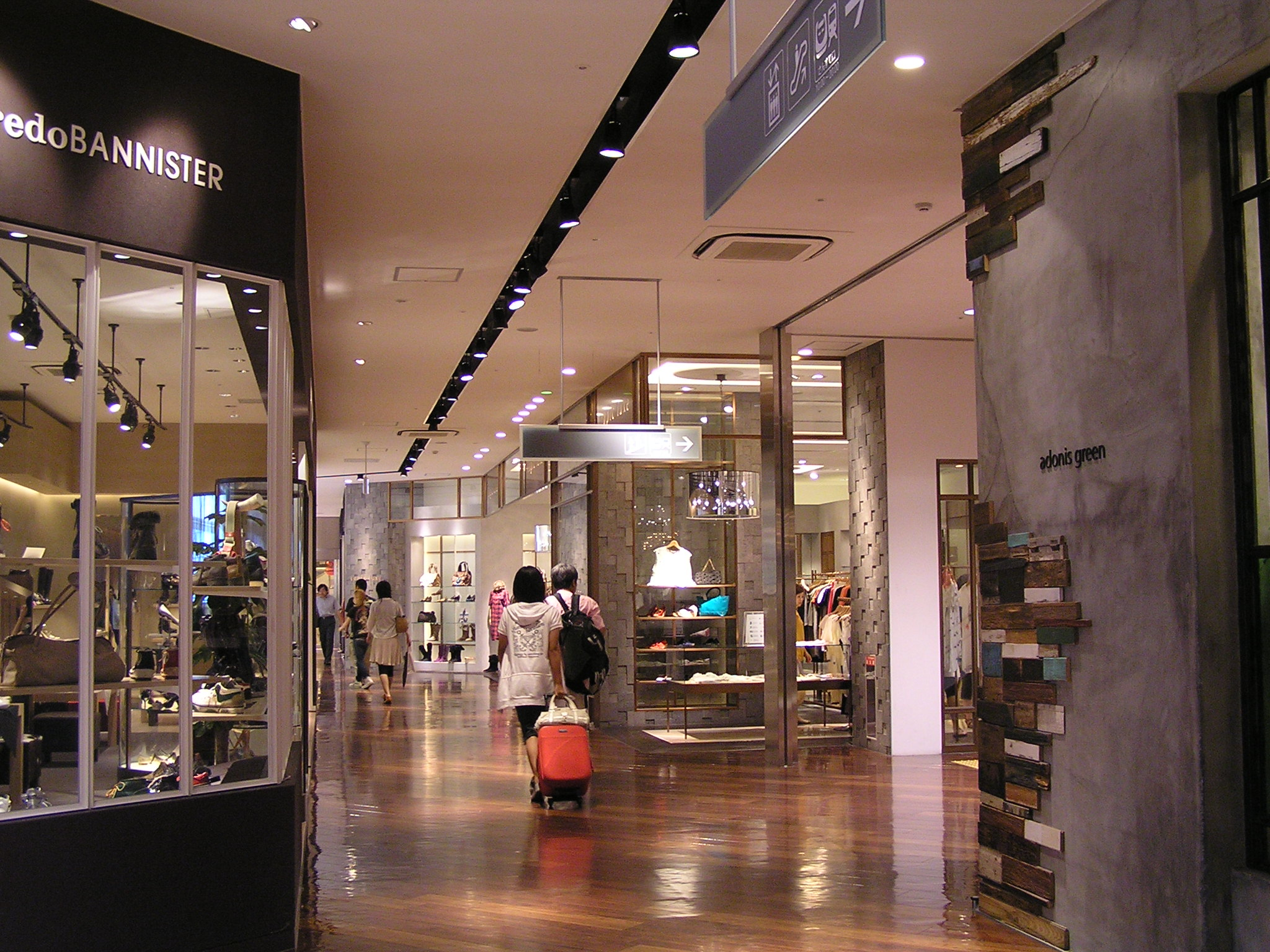
さんすて岡山北館1階

### 北館
- 1階
  - OWNDAYS
  - ABC-MART
  - アインズ＆トルベ
  - きものやまと
  - シップス
  - タリーズコーヒー＆カフェ
  - ゴンチャ
  - セブン-イレブン ハートイン

- 2階
  - 無印良品
  - 丸善[4]

### 南館

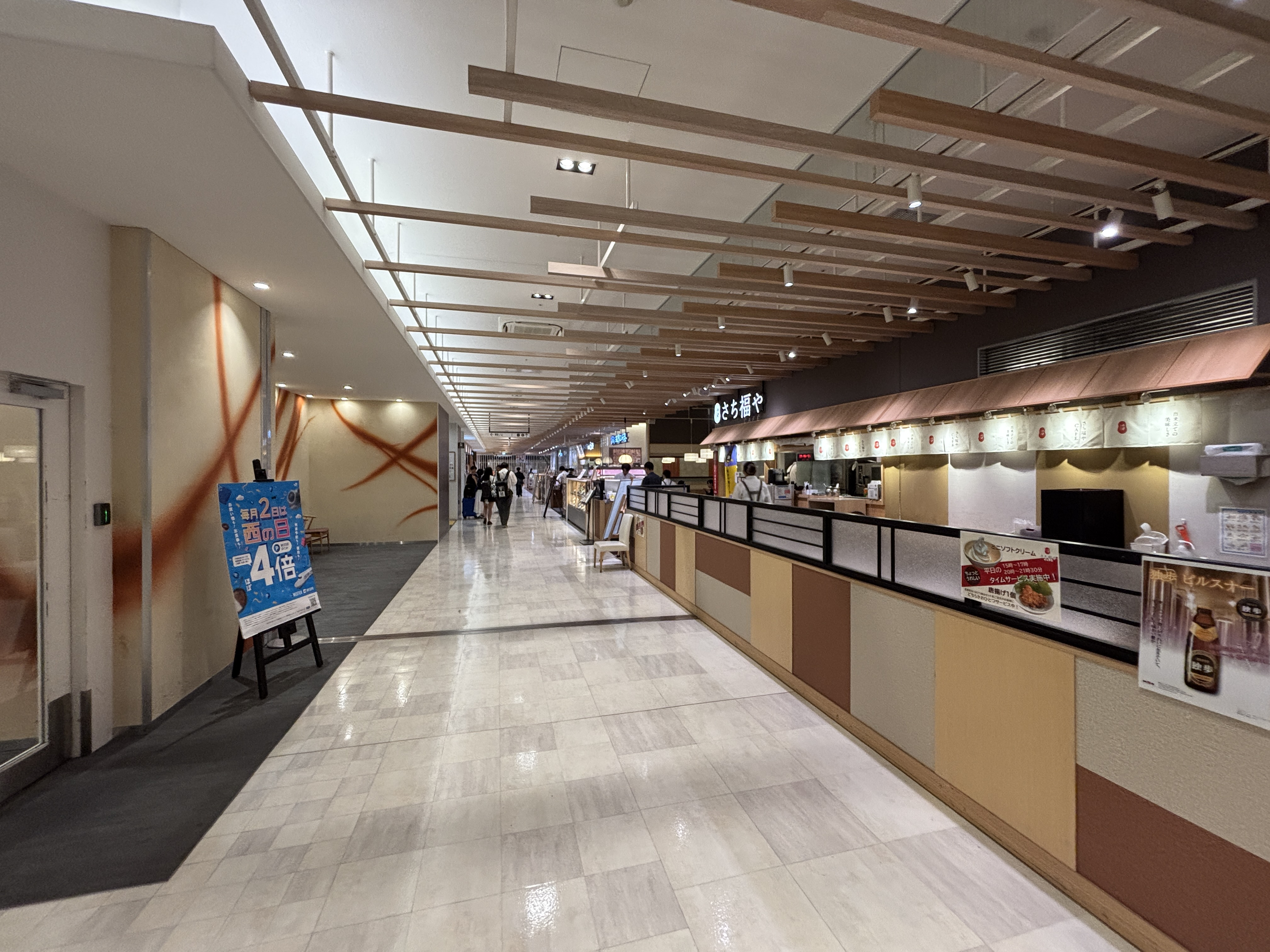
さんすて南館1階

- 1階
  - キャンドゥ
  - マツモトキヨシ
  - ユアーズ
  - 焼肉ライク
  - マクドナルド
  - 日本旅行

- 2階
  - インデックス
  - 靴下屋
  - ナチュラルビューティーベーシック
  - ヴィ・ド・フランス
  - RF1
  - 成城石井
  - スターバックスコーヒー
  - 広栄堂本店
  - 広栄堂武田
  - 宗家源吉兆庵

### 西館
- - GU
  - 湘南美容クリニック
  - ヴィアイン岡⼭
  - Terrace AVEDA

## 交通アクセス
- JR岡山駅中央改札口より徒歩すぐ。
- 自家用車で来場する場合は岡山一番街の地下駐車場や、提携駐車場を利用することができる。
- 詳細は公式ページ（アクセス・駐車場）を参照。

## 近隣の商業施設
- 岡山一番街
- ペスカ岡山
- イオンモール岡山
- 岡山高島屋